# Liskovica
Liskovica je naseljeno mjesto u općini Mrkonjić Grad, Republika Srpska, BiH.

## Povijest
Selo je 1992. godine potpuno spaljeno i srušeno za što nitko nije odgovarao. Prognani i raseljeni mještani žele da se Liskovica priključi općini Jajce kao što je to učinjeno prilikom potpisivanja Daytonskog sporazuma sa susjednim Vlasinjem gdje žive Bošnjaci.

## Stanovništvo

### Popisi 1971. – 1991.
| Liskovica          |              |              |              |
| godina popisa      | 1991.        | 1981.        | 1971.        |
| Hrvati             | 921 (86,31%) | 979 (85,57%) | 888 (81,24%) |
| Srbi               | 132 (12,37%) | 160 (13,98%) | 203 (18,57%) |
| Muslimani          | 1 (0,09%)    | 2 (0,17%)    | 2 (0,18%)    |
| Jugoslaveni        | 10 (0,93%)   | 3 (0,26%)    | 0            |
| ostali i nepoznato | 3 (0,28%)    | 0            | 0            |
| ukupno             | 1.067        | 1.144        | 1.093        |

### Popis 2013.
| Liskovica          |          |
| godina popisa      | 2013.    |
| Srbi               | 14 (56%) |
| Hrvati             | 11 (44%) |
| Bošnjaci           | 0        |
| ostali i nepoznato | 0        |
| ukupno             | 25       |